# Bohumil Teplý
Bohumil Teplý (13. dubna 1932 Olomouc – 13. října 2020 Olomouc) byl český sochař, v letech 1960–1978 byl pedagogem kresby a sochařství na Univerzitě Palackého.

## Dílo
Realizace (chronologicky):
- 1969 kamenný reliéf Dítě se sluncem na ZŠ Stupkova v Olomouci.[2]
- 1973 pamětní deska Bohumila Markalouse na budově Arcidiecézního muzea v Olomouci na Václavském náměstí, odstraněno.[2]
- 1973 spolu s Vladimírem Navrátilem: děkanský řetez a žezlo Přírodovědecké fakulty Univerzity Palackého z pozlaceného stříbra.[2]
- 1977 pamětní deska Františka Jana Mošnera na budově porodnice Fakultní nemocnice Olomouc.[2]
- 1978 kovový reliéf se znakem UP na budově Sportovní haly UP v ulici U Sportovní haly 2 v Olomouci, odstraněno.[2]
- 1978 pískovcová socha Stařenka v ulici Pod Žamboškou ve Vsetíně.
- 1978 reliéf pro autoservis v Přerově-Lověšicích, odstraněno v roce 2016.
- 1980 pamětní deska Gregor Johann Mendel na budově Cyrilometodějské teologické fakulta Univerzity Palackého, Univerzitní 22 v Olomouci.[2]
- 1981 kamenný reliéf Hudba na vysokoškolských kolejích J. L. Fishera, Šmeralova 10 v Olomouci.[2]
- 1981 patnáct nápisových desek na budovách Univerzity Palackého v Olomouci.[2]
- 1982 pískovcová skulptura Děti s míčem na náměstí Přerovského povstání v Přerově.[2]
- 1982 socha Děti-sen před nákupním centrem Přerovanka na ulici Kainarova v Přerově.[2]
- 1986 socha z hořického pískovce Oddechový čas v ulici U Sportovní haly v Olomouci je známá také jako Dívka s tretrou nebo jako Dívka zavazující si tenisku.[2]
- 1989–1990 socha Škola hrou v Kozlovské ulici v Přerově.[2]

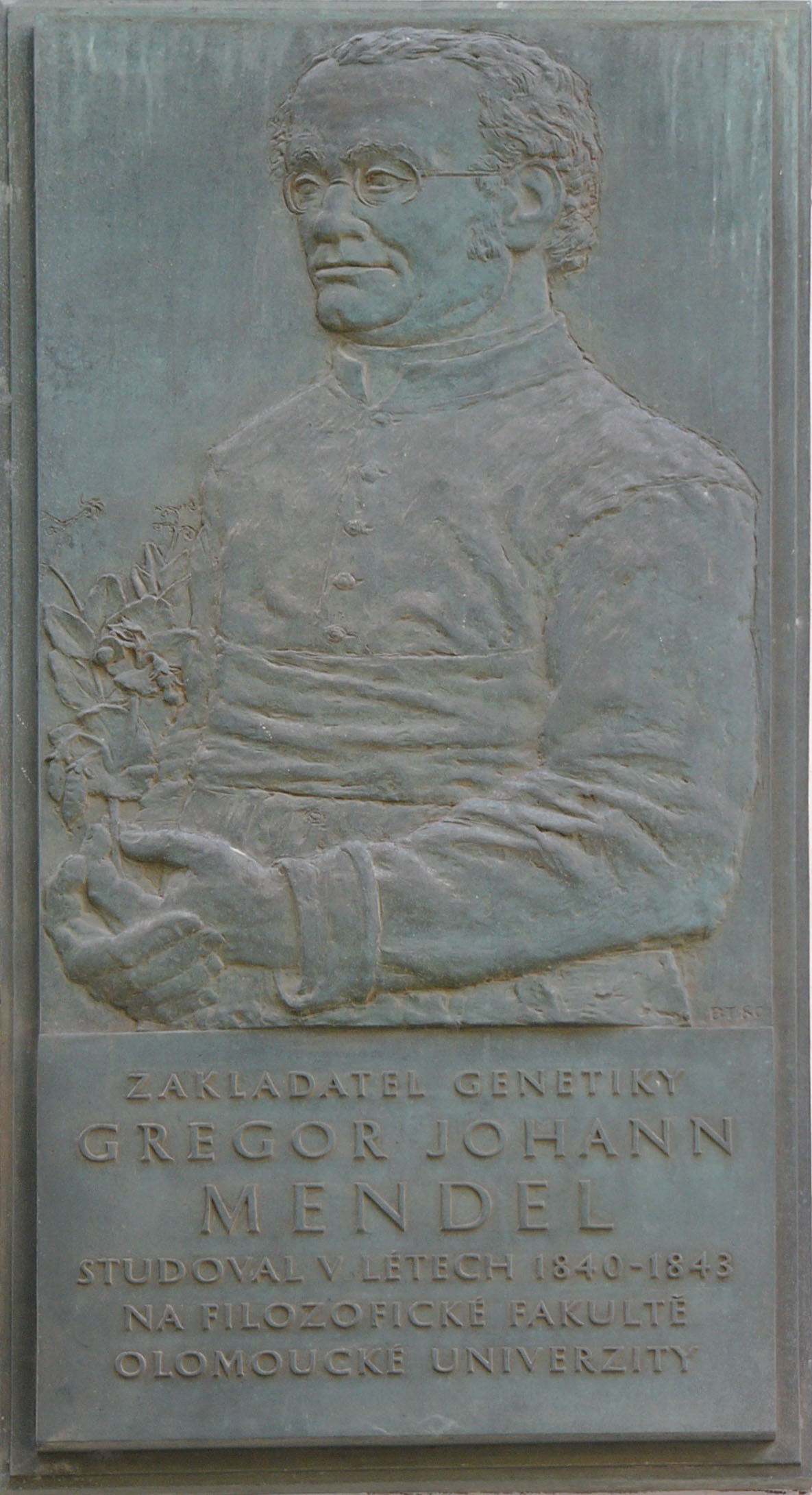
1980 Gregor Johann Mendel
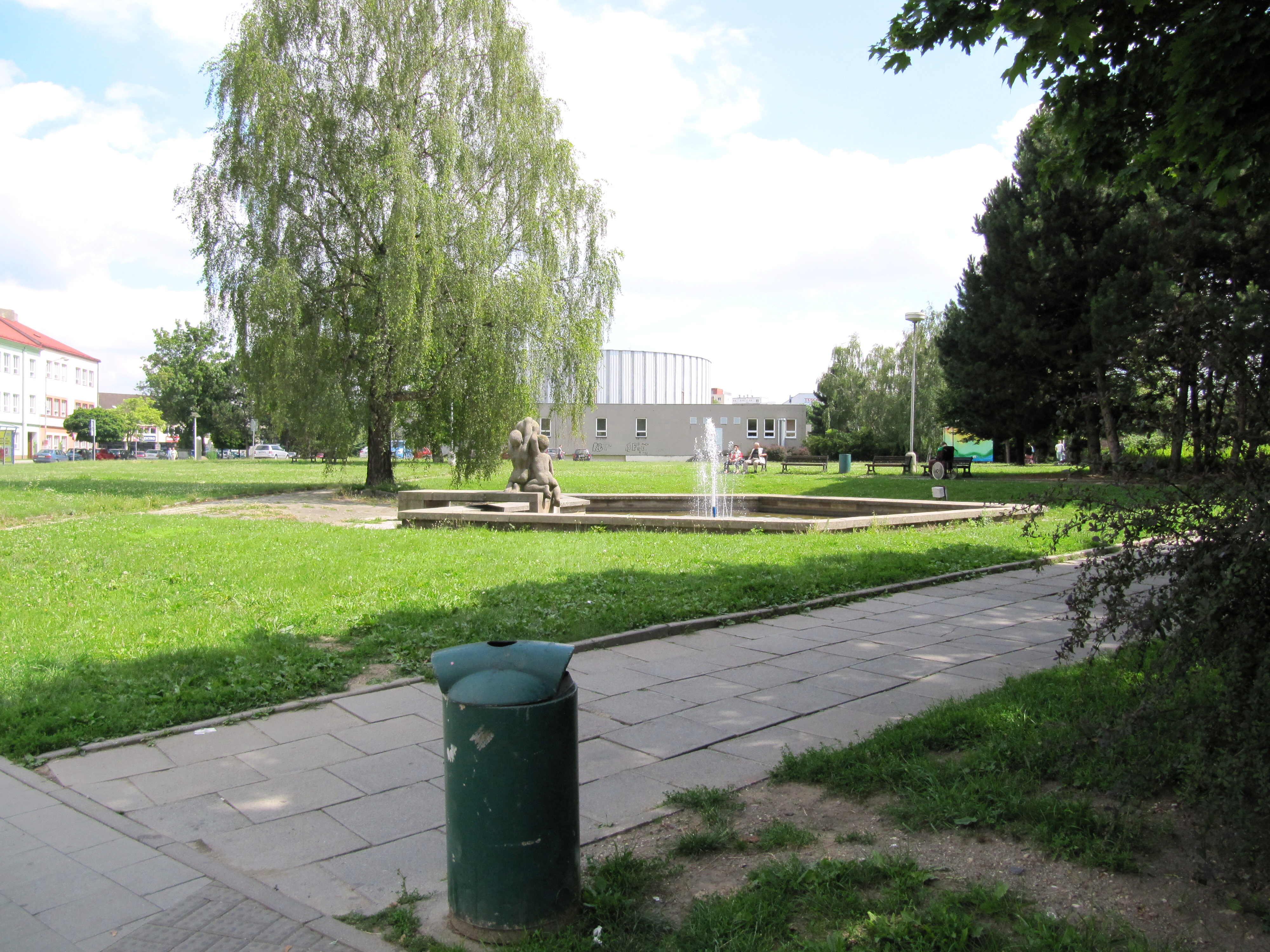
1982 Děti s míčem
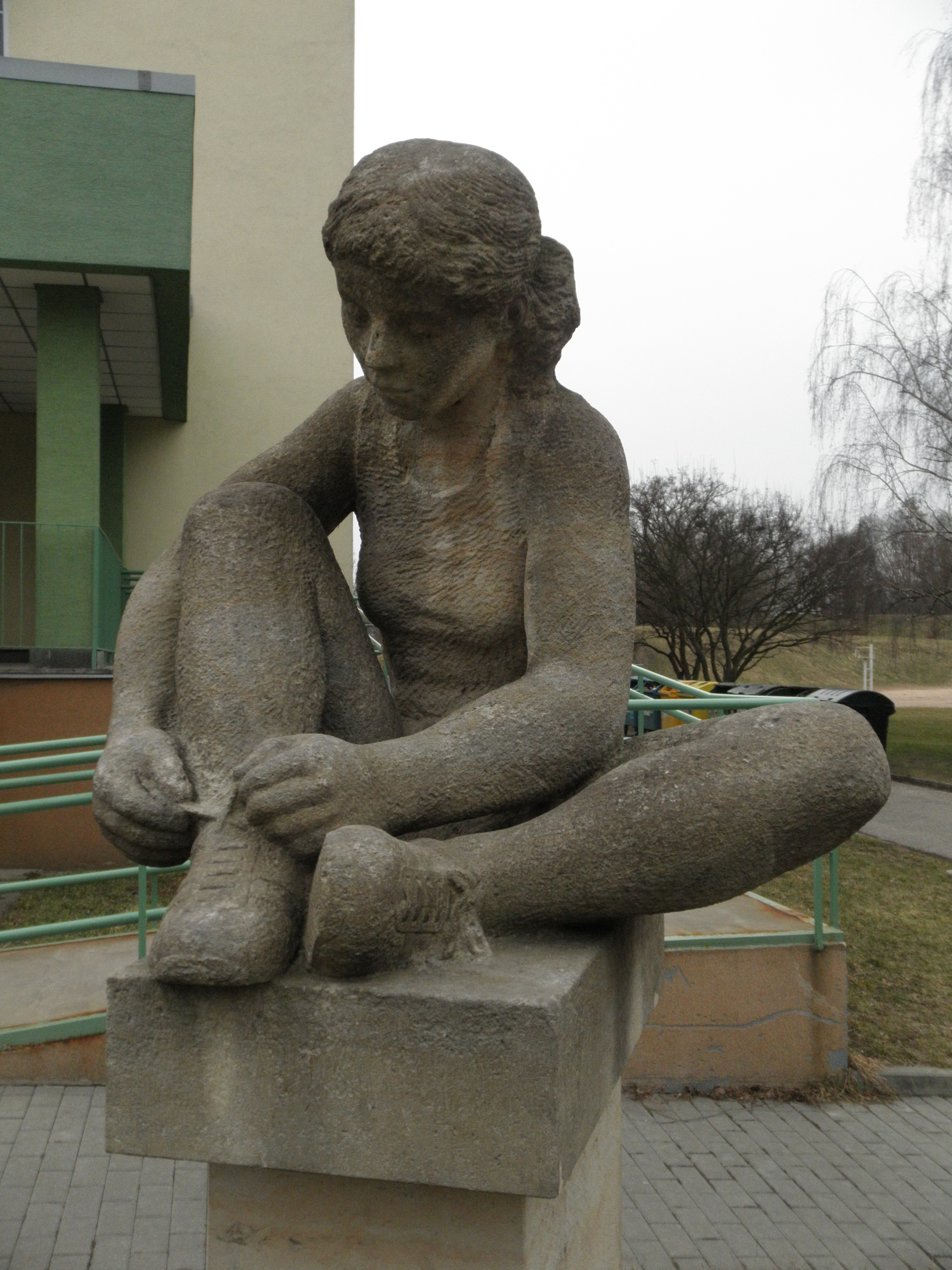
1986 Oddechový čas
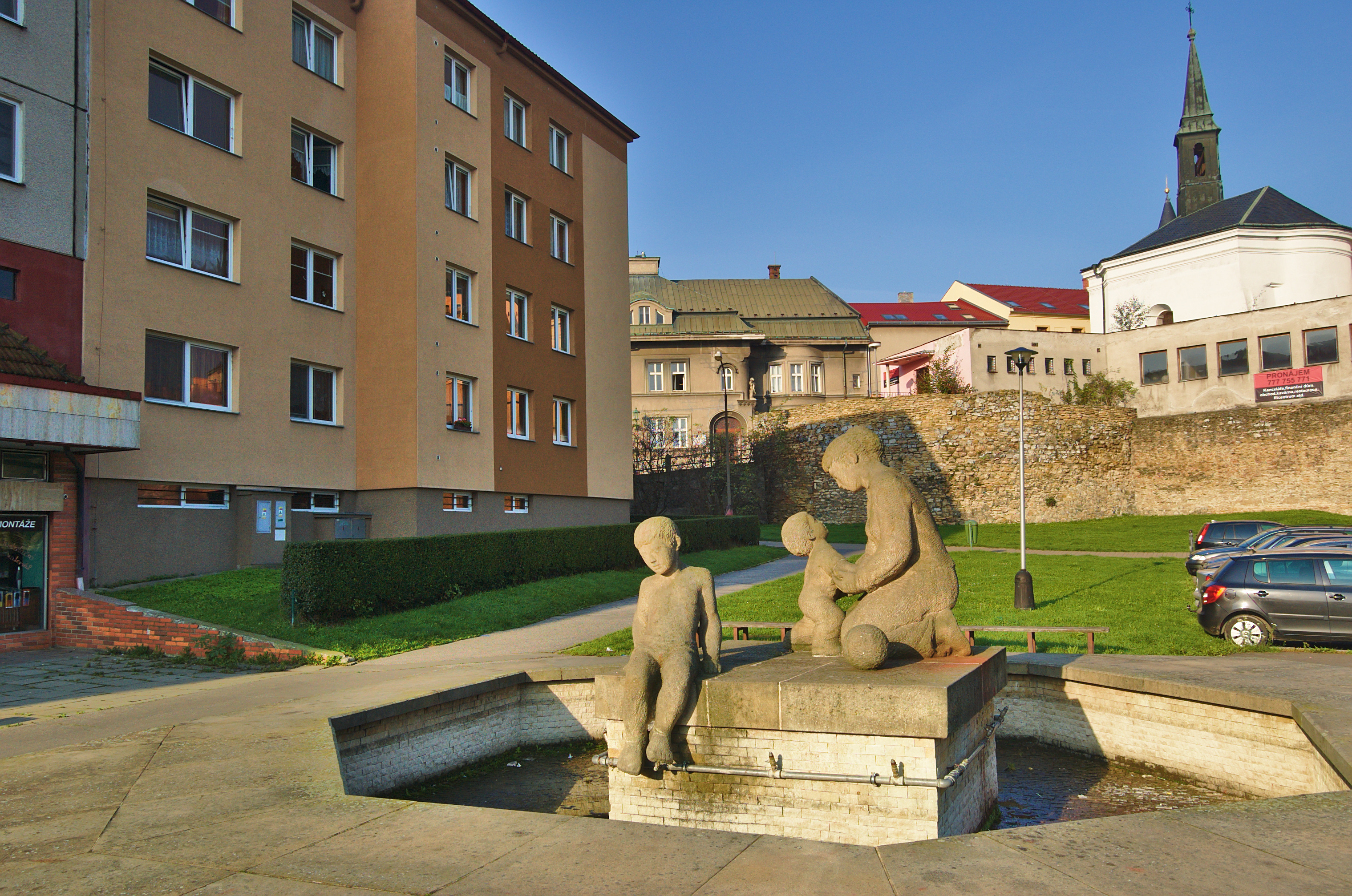
1989 Škola hrou

- 1990 plastika Růst v ulici Květná, v Bruntále.
- 2004 Památník tří odbojů - pomník bojovníkům za svobodu a demokracii před Právnickou fakultou Univerzity Palackého[2]
- 2006 pamětní deska s portrétem Edgara G. Ulmera na jeho rodném domě, Resslova 1, Olomouc.
- 2016 pamětní deska s bustou Sigmunda Freuda vedle vchodu do Caffe Opera na Horním náměstí v Olomouci.[4]
- 2018 pamětní deska s portrétem Pavla Dostála na Domě Armády v Olomouci.[5]

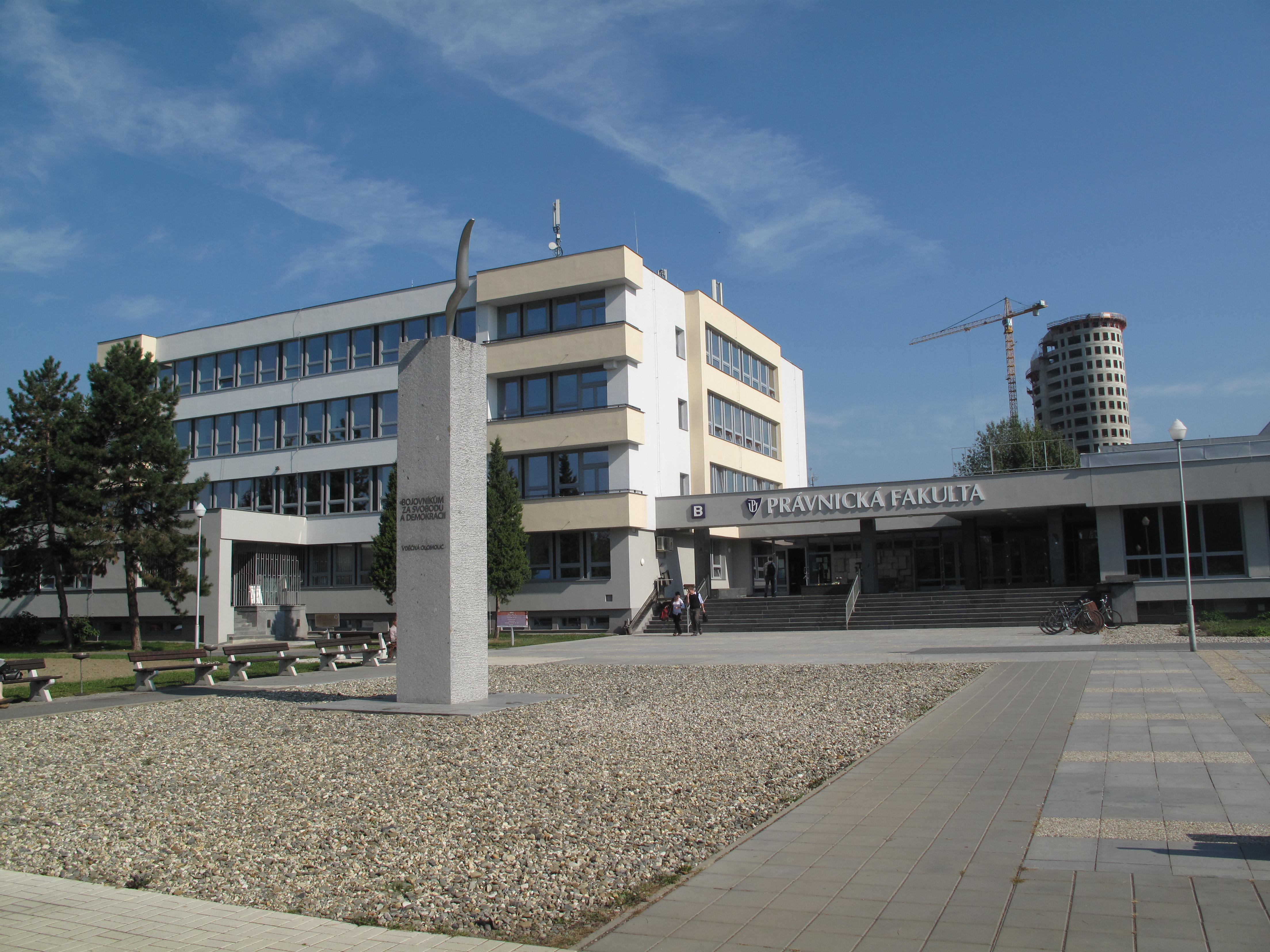
2004 pomník bojovníkům za svobodu a demokracii
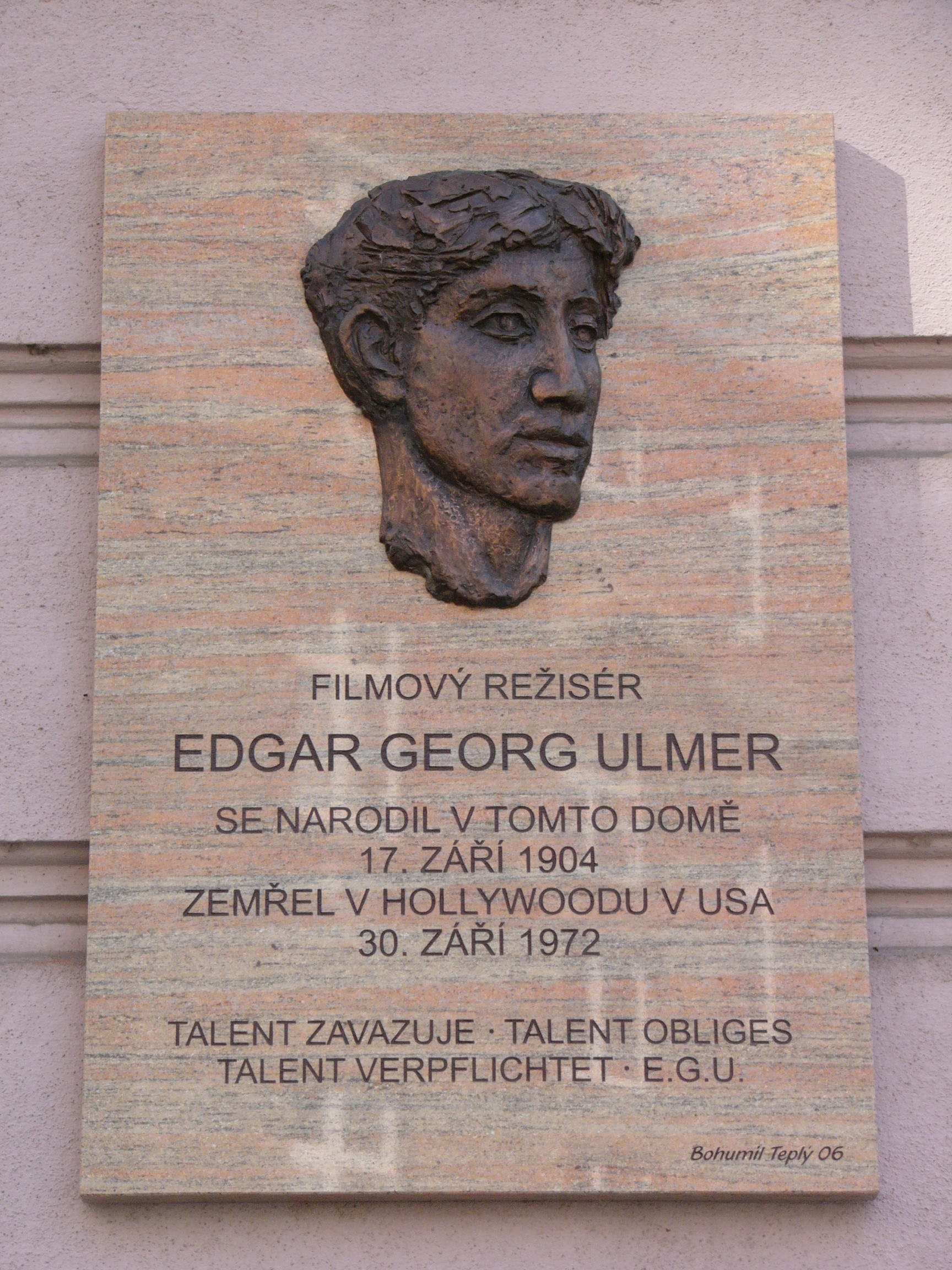
2006 Edgar G. Ulmer
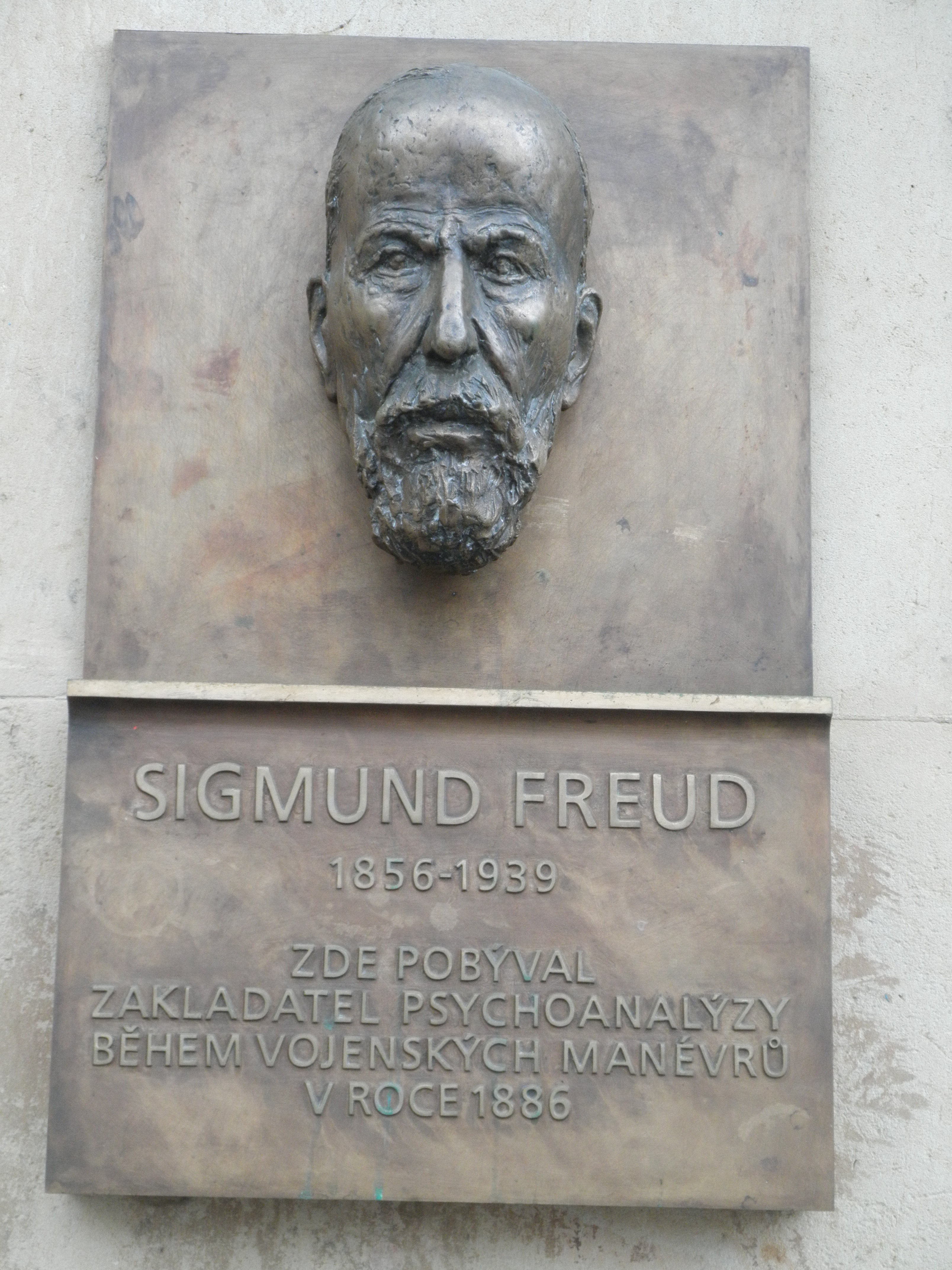
2016 Sigmund Freud
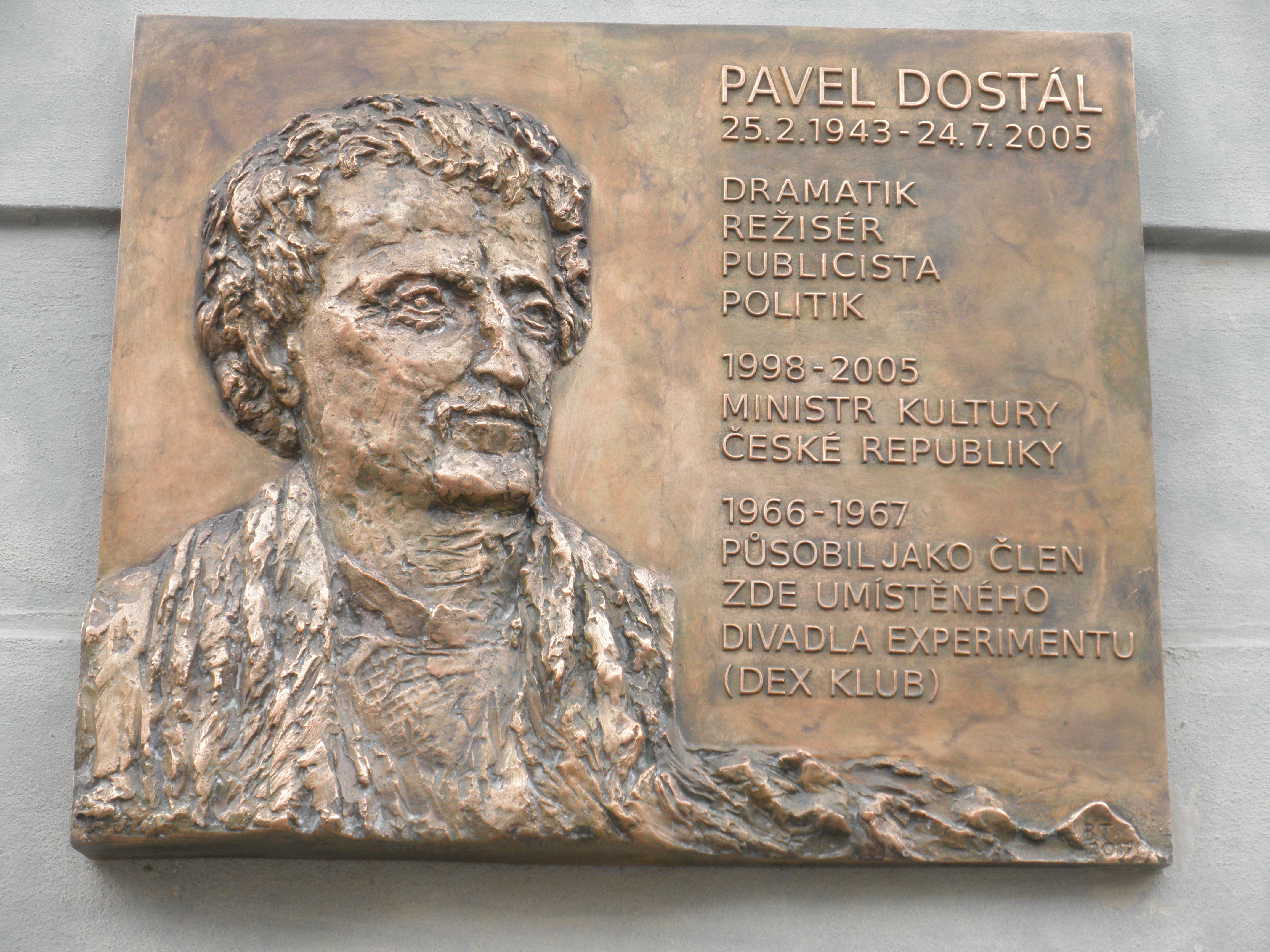
2018 Pavel Dostál

## Ocenění
V květnu 2013 obdržel Cenu města Olomouce za rok 2012 v oblasti výtvarné umění.